# Trapiche Viejo, San Luis Potosí
Trapiche Viejo är en ort i Mexiko.   Den ligger i kommunen San Martín Chalchicuautla och delstaten San Luis Potosí, i den sydöstra delen av landet, 220 km norr om huvudstaden Mexico City. Trapiche Viejo ligger 197 meter över havet och antalet invånare är 103.
Terrängen runt Trapiche Viejo är platt åt nordost, men åt sydväst är den kuperad. Runt Trapiche Viejo är det ganska tätbefolkat, med 80 invånare per kvadratkilometer. Närmaste större samhälle är Tampacan, 6,3 km väster om Trapiche Viejo. I omgivningarna runt Trapiche Viejo växer huvudsakligen savannskog.